# Visayas Centrale
Visayas Centrale (in tagalog: Gitnang Kabisayaan; in inglese: Central Visayas) è la regione centrale dell'arcipelago filippino delle Visayas, macroregione del centro delle Filippine.
Le province che fanno capo a questa regione, ufficialmente la Regione VII, sono: Bohol, Cebu, Negros Oriental e Siquijor.

## Geografia fisica
La regione è posta al centro delle Visayas che a loro volta sono al centro delle Filippine. Ad ovest c'è l'unico confine terrestre, quello con Visayas Occidentale, col quale è condivisa l'isola di Negros. Le altre regioni circostanti sono separate da bracci di mare o canali: Bicol a nord, Visayas Orientale ad est, Mindanao Settentrionale a sud.
Le quattro province che compongono la regione corrispondono alle quattro isole maggiori della stessa, con la particolarità di Negros, la più occidentale, bagnata ad ovest dal Mare di Sulu, che appartiene a Visayas Centrale solo per la parte occupata da Negros Oriental. 
L'isola principale è Cebu (circa 5.000 km²) dalla forma stretta e allungata in direzione nord-sud, con il lato occidentale tutto rivolto verso Negros e quello nord-orientale rivolto verso la provincia di Leyte  a nord (con le isole Camotes) e verso l'isola di Bohol a sud. Quest'ultima (4.000 km²), ha una forma approssimativamente circolare ed ha a nord-est l'isola di Leyte e a sud il mare di Bohol, oltre il quale c'è l'isola di Mindanao. Infine Siquijor (340 km²), una delle più piccole province filippine, sul mare di Bohol, a sud di Cebu e ad est di Negros.

### Suddivisioni amministrative
La regione si divide in 4 province. Vi sono 14 città componenti (2 di queste, Cebu e Mandaue godono i diritti di "città privilegiata") e 118 municipalità.
L'area metropolitana di Metro Cebu che comprende sei delle città della regione (tutte quelle della provincia di Cebu, ad eccezione di Bogo e Toledo), è il secondo agglomerato urbano dell'intero Paese.

#### Province
- Bohol
- Cebu
- Negros Oriental
- Siquijor

#### Città
- Bais (Negros Oriental)
- Bayawan (Negros Oriental)
- Bogo (Cebu)
- Canlaon (Negros Oriental)
- Carcar (Cebu)
- Cebu (Cebu) - Città altamente urbanizzata HUC
- Danao (Cebu)
- Dumaguete (Negros Oriental)
- Lapu-Lapu (Cebu)
- Mandaue (Cebu) - Città altamente urbanizzata HUC
- Tagbilaran (Bohol)
- Talisay (Cebu)
- Tanjay (Negros Oriental)
- Toledo (Cebu)

## Società

### Lingue e dialetti
La lingua largamente più diffusa è il cebuano. Nell'isola di Bohol si parla una sua variante, il boholano, mentre nelle isole Camotes si parla una lingua molto simile, il porohanon.